# 安大略406號省道
安大略406號省道（英語：Ontario Highway 406），正式名稱為國王406號公路（King's Highway 406），是加拿大安大略省南部一條南北向400系列高速公路，貫穿尼亞加拉半島中部，全程位於尼亞加拉區之內，南起威蘭，北端在聖凱瑟琳斯與伊利沙伯皇后道（QEW）交匯。406號公路曾是400系列公路系統中唯一設有平交路口的公路，直至改建工程於2015年完成為止。

## 走線

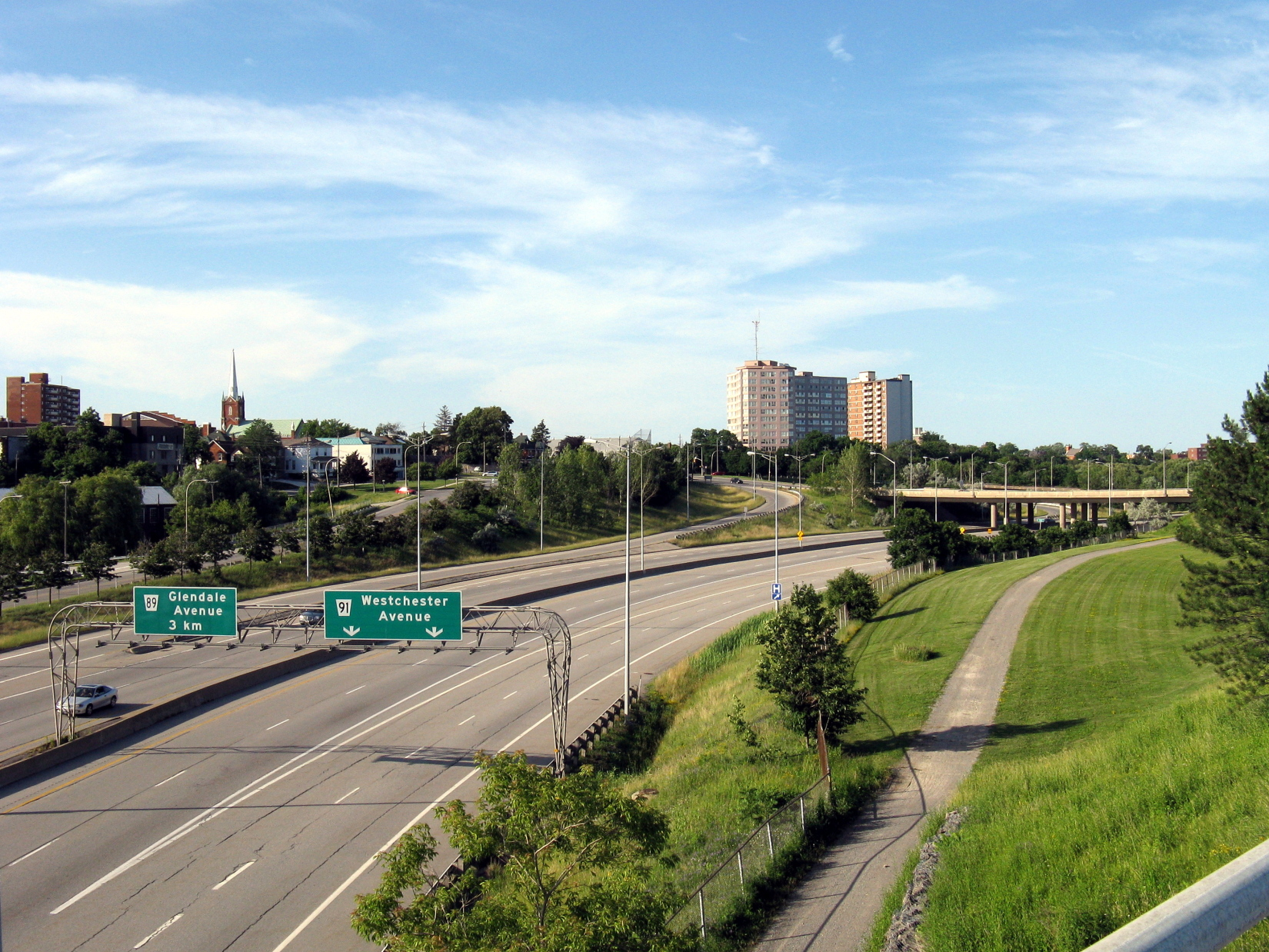
聖嘉芙蓮斯市中心以内的406號公路

406號公路南端設於威蘭市一座迴旋處，在此與東緬街（East Main Street）平交並經該街道與緬街隧道接駁。公路從此處起以雙程分隔及來回四線佈局往北伸延並大致與威蘭運河平行，跨越延齡草鐵路（Trillium Railway）後再與活朗道（Woodlawn Road）和戴姆勒園林路（Daimler Parkway）交匯，之後跨越威蘭河（Welland River）和威蘭運河的舊水道。（威蘭運河的東繞道於1973年啓用，自此取代途經威蘭鎮中心的舊水道。）
公路到達威蘭運河舊水道的對岸後往西北拐，與梅里特道（Merritt Road）交匯後貫穿羅便臣港道（Port Robinson Road）。公路過去曾與羅便臣港道以交通燈平交；該平交路口於2013年移除，而當局正在該處興建高架橋讓羅便臣港道跨越406號公路，完工前公路兩旁的羅便臣港道暫不貫通。
公路往後約7（4.3英里）的路段頗為筆直，中途先後與尼亞加拉區20號和67號區道交匯，跨越吉布森湖（Lake Gibson）後與聖大衛道（St. Davids Road；尼亞加拉區71號區道）和58號公路交匯，在尼亞加拉懸崖的底部進入聖嘉芙蓮斯市範圍。
406號公路在聖嘉芙蓮斯以内的路段頗為曲折，進入十二咪溪（Twelve Mile Creek）河谷後與日内瓦街（Geneva Street）交匯並往西伸延；十二咪溪河谷内的406號公路時速限制降低至80（50英里）。公路橫越十二咪溪後與第四大道交匯，之後與第四大道平行約1（0.62英里），然後往北拐並於3（1.9英里）後抵達其北端終點，在此與QEW交匯。

## 歷史
時任安大略省公路廳長卡斯（Fred M. Cass）於1959年3月16日向安大略省議會公佈《安大略街道》（Ontario Roads and Streets）報告，闡述安省未來20年的公路發展項目，當中一條擬建高速公路貫穿尼亞加拉半島中部，連接3號公路和QEW並大致與威蘭運河平行。這條公路編號為406號省道，走線規劃工序到1961年已進行得如火如荼，項目並於1963年動工。首段介乎日内瓦街和聖大衛道的路段於1965年12月7日開通，而介乎聖大衛道和河貍壩道（Beaverdams Road）的路段則於1969年11月21日通車。公路其後以來回合共雙線的格局往南延至威蘭河畔，並在梅里特道駁上58號公路；此延伸路段於1971年6月30日開通。

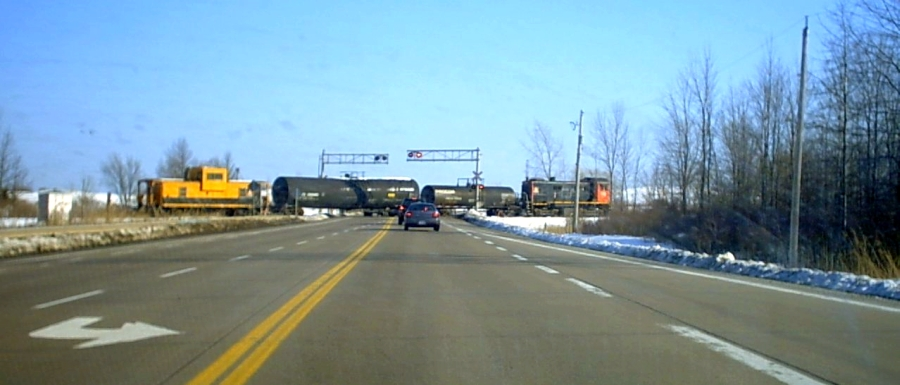
406號公路與延齡草鐵路的平交道於2014年移除並改為立體交匯；這曾是400系列公路系統中的唯一鐵路平交道

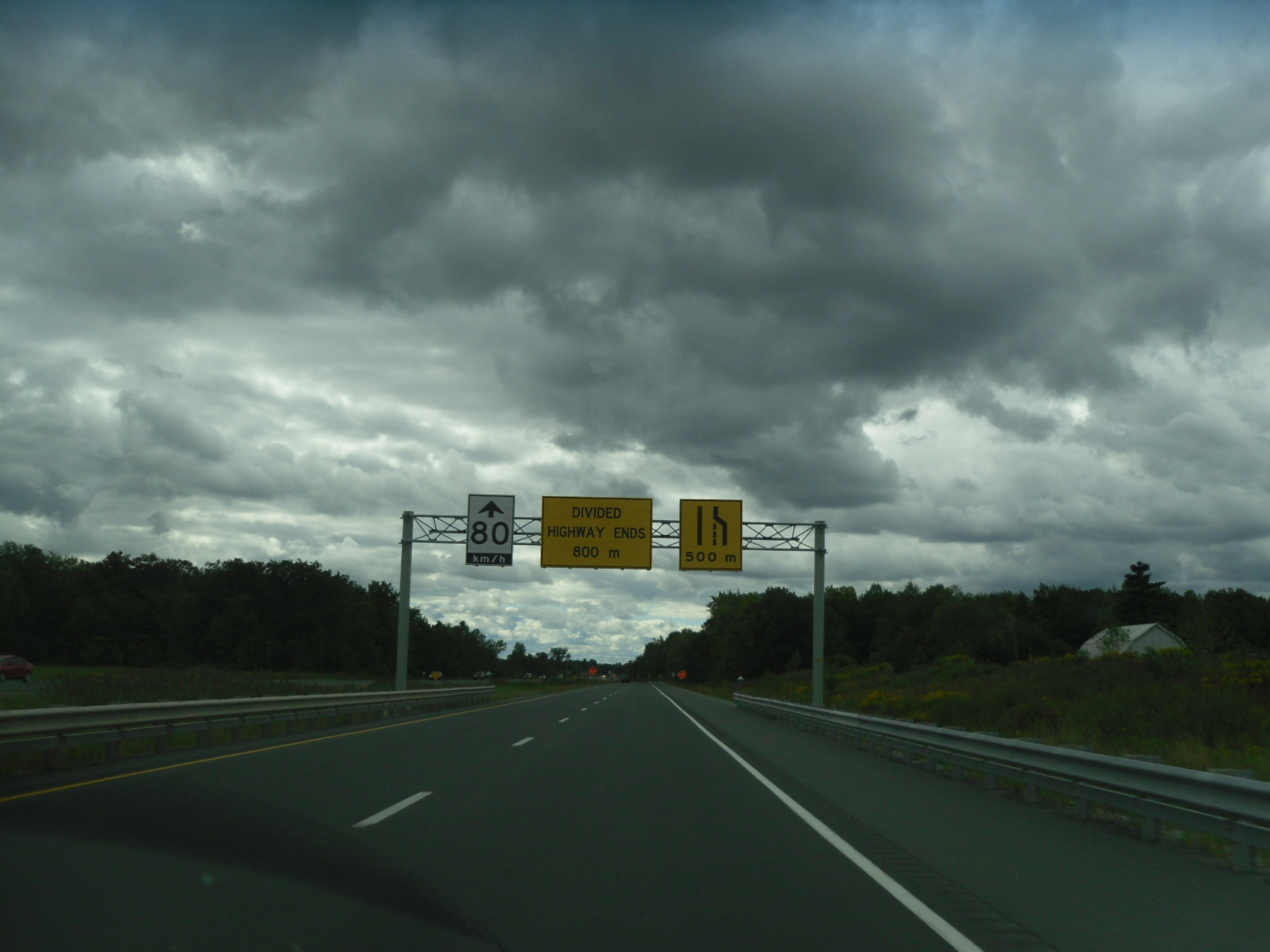
改建前406號公路雙程分隔路段的南端

從日内瓦街北延至QEW的路段於1977年動工。在原走線計劃中，此延伸路段會全線跟隨十二咪溪河谷，並於馬田黛道（Martindale Road）以東與QEW交匯，但當局後來將走線往西移。跨越十二咪溪的橋樑以及沿線交匯處天橋和支路的工程於1983年末完成，而延線則於1984年10月通車。
從梅里特道往南延至威蘭鎮東緬街的路段於1987年秋季動工。跨越威蘭河和威蘭運河舊水道的橋樑於1988年中動工，並於1989年秋季完成。延線工程於1990年代中期完成。
406號公路曾是安省400系列公路系統中，僅餘設有來回合共雙線非分隔行車路段和交通燈平交路口的公路。當局本來計劃在雙線路段於1970年代落成後隨即興建另外兩條行車線，但計劃一直押後至2000年代初才落實。項目首期將介乎河貍壩道和羅便臣港道之間的雙線非分隔行車路段擴濶至來回四線行車，並設中央分隔帶，於2007年通車。
省政府再於2009年宣佈斥資1億元將公路餘下路段提升至高速公路資格，當中包括將延齡草鐵路平交道改為立體交匯，並將公路南端與東緬街交接的平交路口改建成迴旋處。梅里特道平交路口從2009年9月起改建成立體交匯處，2013年中對外開放，而東緬街迴旋處則於2013年9月5日開通。公路主體擴濶工程則於2011年8月19日正式動工，於2015年秋季全面完工。

## 未來發展
省政府原計劃將406號公路的南端置於3號公路，但往3號公路的延線一直沒有落實。尼亞加拉區部分地方政客多年來向省政府爭取興建延線，但省政府於2008年表示406號公路延線項目需配合擬建的尼亞加拉半島中部公路（Mid-Peninsula Highway）一併進行規劃。在半島中部公路項目有定案之前，省政府暫時無意伸延406號公路。

## 出口列表
下列為406號公路沿線的出入口。公路里程從南至北遞增，但出口編號則從北至南遞增。此公路全線坐落尼亞加拉區境内。
| 城鎮       | 公里 | 出口編號                                | 目的地                                           | 附註                         |
| ---------- | ---- | --------------------------------------- | ------------------------------------------------ | ---------------------------- |
| 威蘭       | 0.0  | –                                       | 尼亞加拉27號區道 （東緬街 / ）                   | 迴旋處平交路口               |
| 威蘭       | 2.0  | 23                                      | 尼亞加拉41號區道 （活朗道 / ） · 戴姆勒園林路 /  |                              |
| 霍魯       | 4.0  | 21                                      | 尼亞加拉37號區道 （梅里特道 / ）                 |                              |
| 霍魯       | 5.6  | –                                       | 羅便臣港道 /                                     | 交通燈平交路口於2013年關閉   |
| 霍魯       | 8.6  | 17                                      | 尼亞加拉20號區道 （坎伯羅道 / ）                 | 前為安大略20號省道           |
| 霍魯       | 11.8 | 14                                      | 尼亞加拉67號區道 （河狸壩道 / ）                 |                              |
| 霍魯       | 14.0 | 11B                                     | 58號省道 南行 · 尼亞加拉71號區道 （聖大衛道 / ） | 交流道供北行方向通往58號省道 |
| 聖凱瑟琳斯 | 14.0 | 11B                                     | 58號省道 南行 · 尼亞加拉71號區道 （聖大衛道 / ） | 交流道供北行方向通往58號省道 |
| 14.5       | 10   | 58號省道 南行                           | 交流道供南行方向通往58號省道                     |                              |
| 16.6       | 9    | 尼亞加拉89號區道 （格倫代爾大道 / ）    |                                                  |                              |
| 19.7       | 6    | 尼亞加拉91號區道 （威斯徹斯特大道 / ）  | 北行出口編號為6A；不設北行入口                   |                              |
| 19.7       | 6B   | 尼亞加拉46號區道 （日内瓦街 / ）        | 不設南行入口                                     |                              |
| 22.1       | 4    | 尼亞加拉77號區道 （第四大道 / ）        |                                                  |                              |
| 26.0       | –    | 伊利沙伯皇后道 – 尼亞加拉瀑布城、多倫多 |                                                  |                              |

## 外部連結
- 406號公路走線（谷歌地圖）
- （英文）Highway 406 Expansion－406號公路擴濶工程網站